# Pliscovizza
Pliscovizza (in sloveno Pliskovica) è un centro abitato della Slovenia, insediamento (naselje) del comune di Sesana.
È capoluogo di una delle 13 comunità locali in cui si suddivide il comune, includendo anche i vicini insediamenti di Kosovelje, Vallegrande (Veliki Dol), Tuble (Tublje pri Komnu) e Kregolišče.

## Storia
In epoca asburgica il centro abitato apparteneva storicamente alla contea di Gorizia e Gradisca (inquadrata a sua volta dapprima nel Regno d'Illiria e poi nel Litorale austriaco), come comune autonomo; era noto sia con il toponimo sloveno di Pliskovica, sia con i toponimi italiano di Pliscavizza o Pliscovizza. Il comune includeva anche il vicino villaggio di Cossaveglia (Kosovela, Kosovelo o Kosovelje).
Dopo la prima guerra mondiale e il Trattato di Rapallo passò, come tutta la Venezia Giulia, al Regno d'Italia; nel 1923 il toponimo venne cambiato in Pliscovizza della Madonna e il comune venne inserito nel circondario di Gorizia della provincia del Friuli. Come in epoca asburgica includeva anche la frazione di Cosoveglie/Cossovello (Kosovelje). Nel 1927 il comune passò alla ricostituita provincia di Gorizia, e l'anno successivo venne soppresso e aggregato a Comeno.
Dopo la seconda guerra mondiale e i Trattati di Parigi il territorio passò alla Jugoslavia; dal 1991 fa parte della Slovenia come insediamento del comune di Sesana.